# 吉野維一郎
吉野維一郎（よしの いいちろう、1969年6月27日 - ）は日本の財務官僚。

## 来歴
東京大学法学部卒業。1993年 大蔵省入省（国際金融局）。1995年6月 シカゴ大学留学。1997年 公共政策学修士修得。同年7月 主計局総務課調査主任。1998年7月 主計局総務課企画係長。2004年7月10日 下館税務署長。その後は主計局主計官補佐（経済産業第一、二係主査）、大臣官房秘書課長補佐（総括）、大臣官房秘書課長補佐兼大臣官房秘書課調整室長、主計局総務課長補佐（企画担当）兼主計局総務課予算企画室長、大臣官房文書課広報室長などを経て、2013年6月28日 東京国税局査察部長。2018年7月17日 主計局主計官（厚生労働第一担当）。2019年7月5日 大臣官房秘書課長。2022年12月1日 大臣官房参事官（大臣官房担当）兼大臣官房審議官（大臣官房担当）兼大臣官房秘書課長。2023年7月4日 主計局次長（末席）兼大臣官房企画調整主幹（企画調整総括官）。2024年7月5日 主計局次長（次席）兼大臣官房企画調整主幹（企画調整総括官）。

## 略歴
- 1993年4月：大蔵省入省（国際金融局）[2]。
- 1995年6月：留学（シカゴ大学）。
- 1997年7月：主計局総務課調査主任[3]。
- 1998年7月：主計局総務課企画係長[4]。
- 2000年：金融庁監督部市場課長補佐。
- 2001年1月6日：金融庁監督局市場課長補佐（証券第1、モニタ担当）[6]。
- 2002年7月：財務省主税局調査課長補佐（外国調査担当）[7]。
- 2003年7月：主税局総務課長補佐（歳入担当）[8]。
- 2004年7月10日：下館税務署長。
- 2005年6月17日：主税局税制第一課長補佐（所得税担当）。
- 2006年：主計局法規課長補佐。
- 2007年7月：主計局主計官補佐（経済産業第一、二係主査）。
- 2008年7月：大臣官房秘書課長補佐（総括）[5]。
- 2009年7月：大臣官房秘書課長補佐 兼 大臣官房秘書課調整室長。
- 2011年7月：主計局総務課長補佐（企画担当） 兼 主計局総務課予算企画室長。
- 2012年8月24日：大臣官房文書課広報室長。
- 2013年6月28日：東京国税局査察部長。
- 2014年4月25日：大臣官房付 兼 内閣官房内閣参事官（内閣官房副長官補付） 兼 内閣官房行政改革推進本部国家公務員制度改革事務局参事官 兼 内閣官房内閣総務官室。
- 2014年5月30日：内閣官房内閣参事官（内閣人事局） 兼 内閣総務官室。
- 2016年7月1日：主税局調査課長。
- 2016年9月23日：兼 内閣官房内閣参事官（内閣総務官室） 兼 内閣官房皇室典範改正準備室参事官。
- 2017年7月10日：主税局税制第三課長。
- 2018年7月17日：主計局主計官（厚生労働第一担当）。
- 2019年7月5日：大臣官房秘書課長。
- 2020年7月20日：大臣官房秘書課長 兼 大臣官房地方課長。
- 2020年8月1日：大臣官房秘書課長。
- 2022年12月1日：大臣官房参事官（大臣官房担当） 兼 大臣官房審議官（大臣官房担当） 兼 大臣官房秘書課長。
- 2023年7月4日：主計局次長（末席） 兼 大臣官房企画調整主幹（企画調整総括官）。
- 2024年7月5日：主計局次長（次席） 兼 大臣官房企画調整主幹（企画調整総括官）。